# Oman
Oman, uradno Sultanat Oman, je obmorska država v jugozahodni Aziji, na jugovzhodni obali Arabskega polotoka. Oman na severozahodu meji na Združene arabske emirate, na zahodu na Saudovo Arabijo ter na jugozahodu na Jemen. Na jugu in vzhodu ima dolgo obalo ob Arabskem morju, na severovzhodu pa ob Omanskem zalivu.
Mejo po morju si Oman deli z Iranom in Pakistanom. Omanu pripadata še eksklavi Madha v Združenih arabskih emiratih in Musandam ob Hormuški ožini v Omanskem morju.
Od konca 17. stoletja je bil sultanat Oman bogata država, ki je s Portugalci in Angleži tekmovala za prevlado v Perzijskem zalivu in Indijskem oceanu. Vrh je Oman dosegel v 19. stoletju, ko je razširil svoj vpliv in nadzor čez Hormuško ožino v Iran in Pakistan, na jugu pa na Zanzibar, ki danes pripada Tanzaniji.  V 20. stoletju je njegova moč začela slabeti in je prišel pod vpliv Združenega kraljestva. Maskat je postal glavno pristanišče v Perzijskem zalivu in bil med najpomembnejšimi trgovinskimi pristanišči v Indijskem oceanu. Njihova uradna vera je ibadizem, oblika islama, ki je bližja sunitom kot šiitom.
Oman je absolutna monarhija. Od leta 1970 ji je vladal sultan Kabus bin Said Al Said, ki ga je po smrti januarja 2020 nasledil Haitam bin Tarik Al Said.
V nasprotju s sosednjimi državami, ki imajo veliko nafte, ima Oman skromne zaloge. Program Združenih narodov za razvoj je uvrstil Oman med države, ki so najbolj napredovale v zadnjih 40 letih. Razvrščen je med gospodarsko razvite države in je med 59. najmirnejšimi državami v svetu po svetovnem seznamu o miru.

## Etimologija
Zdi se, da je izvor imena Oman povezan z Omana Plinija Starejšega in Ptolemajevim Omanon (Ὄμανον ἐμπόριον v grščini), oba verjetno starodavni Sohar. Mesto ali regija je v arabščini običajno etimologizirana iz aamen ali amoun (»naseljeni« ljudje, v nasprotju z beduini). Čeprav je bilo predlaganih več istoimenskih ustanoviteljev (Oman bin Ibrahim al-Halil, Oman bin Siba' bin Yaghthan bin Ibrahim, Oman bin Qahtan in biblijski Lot), ga drugi izpeljejo iz imena doline v Jemnu pri domnevno Maribu da je bil izvor ustanoviteljev mesta, plemena Azd, ki se je selilo iz Jemna.

## Zgodovina

### Starodavna zgodovina
V kraju Ajbut Auval v Dhofarju je bilo leta 2011 odkrito območje, na katerem so našli kamnito orodje, ki so ga poznali le na severovzhodu Afrike in Afriškem rogu. To verjetno dokazuje, da je takratni človek v poznem pleistocenu, v ledeni dobi, iz Afrike prišel na to območje. Dereaze v Ibriju je najstarejše znano naselje na tem območju, verjetno je nastalo v pozni kameni dobi pred 8000 leti. Arheološki ostanki so iz kamene in bronaste dobe. Našli so kamnito orodje, živalske kosti, školjke, kamnita ognjišča, najstarejše je iz leta 7615 pred našim štetjem. Našli so tudi ročno izdelano lončenino z značilnimi odtisi iz bronaste dobe in različno orodje.
V Maganu ali v akadskem jeziku Makan, so našli sumerske ploščice. Ni povsem jasno, kje je bil Magan, ampak nekateri predvidevajo, da je bil del današnjega Omana. Ime bi lahko bilo povezano z omanskimi starimi rudniki bakra. Imenujejo ga tudi Mazun, muzn pomeni temni oblaki, ki prinašajo veliko dežja. Ime Oman pa najbrž izvira iz besede Uman, to je bilo območje v Jemnu, od koder so se arabska plemena selila v današnji Oman. Plemena, ki so se tu naselila, so se preživljala z ribolovom, govedorejo ali vzrejo živine. Mnoge današnje omanske družine imajo svoje korenine v drugih arabskih predelih.
Od 6. stoletja pred našim štetjem do prihoda muslimanov v 7. stoletju našega štetja je bil Oman pod vplivom treh perzijskih dinastij, Ahemenidov, Partov in Sasanidov. Nekateri učenjaki verjamejo, da so Ahemenidi že v 6. stoletju pred našim štetjem nadzirali omanski polotok, najverjetneje iz obmorskega središča Sohar. Okrog 250 let pred našim štetjem je bil Perzijski zaliv pod nadzorom Partov, ki so svoj vpliv razširili na ves Oman, ustanavljali vojaške enote, da bi nadzirali trgovinske poti v Perzijskem zalivu. V 3. stoletju našega štetja so Sasanidi nasledili Parte in obdržali območje vse do uveljavitve islama štiri stoletja pozneje.
V virih se precej strinjajo, da so kadilo uporabljali trgovci leta 1500 pr. n. št. Dežela kadila, ki je na Unescovem seznamu svetovne dediščine, dramatično ponazarja, da je kadilo priča o južnoarabskih civilizacijah.

### Arabsko naselje
Skozi stoletja so se v Oman naselila plemena iz zahodne Arabije, ki so se preživljala z ribolovom, poljedelstvom, pastirstvom ali živinorejo, številne današnje omanske družine pa sledijo svojim prednikom v drugih delih Arabije. Arabska migracija v Oman se je začela iz severozahodne in jugozahodne Arabije in tisti, ki so se odločili za naselitev, so morali tekmovati z avtohtonim prebivalstvom za najboljšo obdelovalno zemljo. Ko so se arabska plemena začela seliti v Oman, sta obstajali dve različni skupini. Ena skupina, del plemena Azd, se je preselila z jugozahoda Arabije leta 120 / 200 našega štetja po propadu jezu Marib, medtem ko se je druga skupina preselila nekaj stoletij pred rojstvom islama iz osrednje in severne Arabije, imenovana Nizari (Nejdi). Drugi zgodovinarji verjamejo, da so bili Jaarubah iz Qahtana, ki pripadajo starejši veji, prvi naseljenci Omana iz Jemna, nato pa so prišli Azdi.
Naseljenci Azd v Omanu so potomci Nasr bin Azda, veje Nabatejcev in so bili kasneje znani kot »Al-Azd iz Omana«. Sedemdeset let po prvi selitvi Azd se domneva, da se je druga veja Alazdi pod Malikom bin Fahmom, ustanoviteljem kraljestva Tanuhites na zahodu Evfrata, naselila v Omanu. Po Al-Kalbiju je bil Malik bin Fahm prvi naseljenec Alazda. Najprej naj bi se naselil v Kalhatu. Po tem poročilu se je Malik z oboroženo silo več kot 6000 mož in konj boril proti Marzbanu, ki je služil dvoumno imenovanemu perzijskemu kralju v bitki pri Salutu v Omanu in na koncu premagal perzijske sile. Vendar pa je ta pripoved napol legendarna in zdi se, da strne več stoletij preseljevanja in konfliktov v zgodbo o dveh kampanjah, ki pretiravata o uspehu Arabcev. Opis lahko predstavlja tudi združitev različnih tradicij ne le arabskih plemen, temveč tudi prvotnih prebivalcev regije. Poleg tega za dogodke te zgodbe ni mogoče določiti datuma.
V 7. stoletju našega štetja so Omanci prišli v stik z islamom in ga sprejeli. Spreobrnitev Omancev v islam pripisujejo Amr ibn al-Asu, ki ga je poslal prerok Mohamed med ekspedicijo Zaida ibn Haritha (Hisma). Amer je bil poslan, da se sreča z Jaiferjem in Abdom, sinovoma Julande, ki je vladal Omanu. Zdi se, da so zlahka sprejeli islam.

### Imamat Oman
Omanski Azd je zaradi trgovanja potoval v Basro, ki je bila središče islama v času Omajadskega kalifata. Omani Azd je dobil del Basre, kjer so se lahko naselili in poskrbeli za svoje potrebe. Številni omanski Azdi, ki so se naselili v Basri, so postali bogati trgovci in so pod svojim voditeljem Muhallabom bin Abi Sufrahom začeli širiti svoj vpliv proti vzhodu proti Horasanu. Ibadi islam je izviral iz Basre, njegov ustanovitelj Abdullah ibn Ibadh okoli leta 650 n. št., ki mu je sledil omanski Azd v Iraku.
Prvi volilni imamat Omana naj bi bil ustanovljen kmalu po padcu dinastije Omajadov leta 750/755 našega štetja, ko je bil izvoljen Janaħ bin ʕibadah Alħinavi. Drugi učenjaki trdijo, da je Janaħ bin Ibadah služil kot vāli (guverner) pod dinastijo Omajadov in je kasneje ratificiral imamat, medtem ko je bil Julanda bin Masud prvi izvoljeni imam Omana leta 751 n. št. Prvi imamat je dosegel vrhunec moči v 9. stoletju našega štetja. Imamat je ustanovil pomorski imperij, katerega flota je nadzorovala Zaliv v času, ko je cvetela trgovina z rodbino Abasidov, Vzhodom in Afriko. Avtoriteta imamov je začela upadati zaradi bojev za oblast, nenehnih posegov Abasidov in vzpona Seldžuškega cesarstva.

### Portugalska kolonizacija
Desetletje po uspešni plovbi Vasca da Game okrog Rta dobrega upanja v Indijo med letoma 1497–1498 so Portugalci pripluli do Omana in zavzeli Maskat za 143 let, od leta 1507 do 1650. Njihove utrdbe so vidne še danes. Hoteli so zaščititi morske meje, zato so gradili utrdbe okrog mesta. Ostanki njihove kolonialne arhitekturne dediščine so ostali do danes. Leta 1552 je Maskat osvojilo turško ladjevje med bitko za nadzor nad Perzijskim zalivom in Indijskim oceanom. Ponovno so ga zavzeli med letoma 1581 in 1588, ko so ga še vedno obvladovali Portugalci. Uporniška plemena so končno pregnala Portugalce, toda čez eno stoletje, 1741, jih je premagal voditelj jemenskega plemena, s katerim se je začela vladavina sultanov. Leta 1740 so še enkrat poskusili Perzijci, a jim ni uspelo, in od takrat je Oman samostojen.

### 18. in 19. stoletje
Leta 1690 je sultan Saif bin, omanski imam, oblegal svahilijsko obalo. Glavna ovira je bila Jezusova trdnjava v Mombasi, v kateri je bila nastanjena portugalska garnizija. Po dveletnem obleganju jo je sultan leta 1698 osvojil. Omanci so Portugalce pregnali iz Zanzibarja in z vseh območij severno od Mozambika, pri čemer so jim pomagali pripadniki somalijskega sultanata Adžuran. Leta 1737 so Oman napadli Perzijci. Leta 1749 so jih Omanci izgnali in zavladala je dinastija Al Said, ki je na oblasti še danes.
Zanzibar je bil pomemben zaradi trgovanja s sužnji na svahilijski obali in je postal izredno pomemben del Omana, kar dokazuje odločitev omanskega sultana Saida leta 1837, da bo v Zanzibarju njegova glavna rezidenca. Zgradil je mogočne palače in vrtove. Po njegovi smrti sta se njegova sinova sprla zaradi dediščine. Spor se je razrešil s pomočjo britanske diplomacije. Madžid je obdržal Zanzibar in mnogo drugih območij na svahilijski obali, Thuvaini pa je podedoval Maskat in Oman. Zanzibar je vplival tudi na Komore v Indijskem oceanu, saj so se navade Omancev posredno prenesle v komorsko kulturo, kar je opazno pri tradicionalnem oblačenju in poročnih obredih.
Leta 1783 je kalatski kan omanskemu sultanu, premaganemu vladarju Maskata, podaril v upravljanje obmorsko mesto Gvadar v pokrajini Makran, ki je danes jugozahodni del Pakistana blizu meje z Iranom ob ustju Omanskega zaliva. Do leta 1958 je ta pokrajina pripadala Omanu. Ko pa je sultan ponovno osvojil Maskat, je Gvadar vodil guverner, vali.
Gorovje Hadžar z najvišjim vrhom Gabal aš-Šam deli deželo na dve območji: notranje, takrat Oman in obmorsko z glavnim mestom Maskat. Leta 1913 se je oblast razdelila. V notranjem delu so vladali ibadski imami, v obmorskem pa sultan. S pogodbo iz Sibe iz leta 1920, sklenjeno med maskatskim sultanom in omanskim imamatom, je bila Omanu priznana avtonomija, glavno mesto je bila Nizva, medtem ko je bil Maskat še vedno britanski protektorat in maskatski sultan odgovoren za zunanje zadeve Omana.

## Vladanje Sultana Saida
Za vladanje sultana Saida bin Taimurja sta bila značilna fevdalizem in osamitev. Imama Ghaliba Al Hinaja je maja 1954 izvolil omanski imamat. Med sultanom Maskata, Saidom bin Tamurjem in imamom Ghalibom je izbruhnil spor zaradi pravic do koncesij za nafto. Iraško naftno družbo je zelo zanimalo geološko obetavno območje blizu Fahuda v Omanu. Sultan je na podlagi pogodbe iz Siba iz leta 1920 od naftne družbe zahteval posebne pravice pri trgovanju z nafto. Imam pa je bil prepričan, da je trgovanje z nafto, ki je na njegovem ozemlju, notranja zadeva.
Decembra 1966 je sultan Said bin Taimur poslal vojsko iz Maskata in omansko vojsko, da bi zasedli glavna mesta v Omanu, tudi Nizvo, glavno mesto omanskega imamata, in Ibri. Imam Ghalib bin Ali se je skupaj s svojim mlajšim bratom Talibom bin Alijem Al Hinajem v vojni boril proti sultanu Saidu bin Taimurju na njegovem ozemlju. Julija 1957 so se sultanove sile umaknile, ampak so jih še vedno napadali, tako da so imeli velike izgube. Sultan je s pomočjo pehote in britanskih oboroženih sil zatrl upor in Talibove sile so se umaknile v nedostopno gorovje Džebel Ahdar.
Polkovniku Davidu Smileyju, ki je pomagal organizirati sultanove oborožene sile, je uspelo osamiti gorovje jeseni 1958, ko je odkril cesto do visoke planote iz vadija Bani Haru. 27. januarja 1959 so zasedli goro. Ghalibu, Talibu in Sulejmanu je uspelo zbežati v Saudovo Arabijo, kjer je bil imamat vse do leta 1970. Leta 1955 je Makran pripadel Pakistanu kot pokrajina, medtem ko Gvadar takrat ni bil priključen Makranu. 8. septembra 1958 je Oman prodal Gvadar Pakistanu. Gvadar je postal upravna enota, tahsil, v pokrajini Makran. Naftne zaloge so bile odkrite leta 1964 in črpati so jo začeli leta 1967. V dofarskem uporu, ki se je začel leta 1965, so se levičarske sile spopadle z vladno vojsko. Ko je kazalo, da bodo strmoglavili sultana v Dofarju, je sultana Saida bin Taimurja leta 1970, eno leto pred odhodom Britancev, odstavil sin Kabus bin Said, utrdil omanske oborožene sile, posodobil državno upravo in izpeljal socialne reforme. Vstajo so leta 1975 zadušili s pomočjo Irana, Jordanije, Pakistana in britanske kraljeve letalske vojske.

## Vladanje sultana Kabusa
Sultan Kabus bin Said je odprl državo, začel gospodarske reforme, modernizacijo, več sredstev je namenil za zdravstvo, šolstvo in socialno skrbstvo. Leta 1981 je Oman postal član sveta arabskih držav v Perzijskem zalivu. Začele so se politične reforme. Leta 1997 je sultan odločil, da lahko volijo tudi ženske in so tudi lahko izvoljene v posvetovalni svet. Izvoljeni sta bili tudi dve ženski. Leta 2002 so bile volilne pravice razširjene na vse prebivalce, stare 21 let. Prve volitve v svet po novih pravilih so bile leta 2003. Naslednje leto je sultan imenoval prvo žensko za ministrico. Kljub temu je bilo v dejanski politiki vlade malo sprememb. Sultan je še vedno strogo vladal. Skoraj 100 sumljivih islamistov je bilo zaprtih leta 2005 in 31 ljudi je bilo obsojenih, da so skušali strmoglaviti vlado. Že istega leta so bili spuščeni.
Na začetku leta 2011 so bili v Omanu protesti, ki jih je spodbudila arabska pomlad. Niso zahtevali sprememb ureditve, le politične reforme, boljše življenjske razmere in več delovnih mest. Vmešala se je policija. Sultan je obljubil delovna mesta in dobrine. Oktobra 2011 so bile volitve v posvetovalni svet in sultan je obljubil, da bo imel svet več moči. 

## Geografija
Oman je absolutna monarhija, kjer ima sultanova beseda veljavo zakona. Sodna veja oblasti je podrejena sultanu. Po omanski ustavi je šeriatsko pravo eden od virov zakonodaje. Oddelki šeriatskih sodišč znotraj civilnega sodnega sistema so pristojni za zadeve družinskega prava, kot sta ločitev in dedovanje.
Oman leži med zemljepisnima širinama 16° in 28° S ter zemljepisnima dolžinama 52° in 60° V, v jugozahodni Aziji, na vzhodnem delu Arabskega polotoka, ob Hormuški ožini in zahodni obali Arabskega morja. Pripadata mu še eksklavi Musandam na skrajnem koncu Omanskega polotoka (1725 km²) in Madha (75 km²) severno od emirata Fudžaira. Meja je bila določena leta 1969. V Madhi je tudi manjša enklava Združenih arabskih emiratov Nahva s približno 40 hišami blizu mesta Nova Madha.
Polotok Musandam, omanska eksklava, ima strateško lego v Hormuški ožini. Je ločena od ozemlja Omana, saj leži severno od Združenih arabskih emiratov. Je slikovito območje, zelo privlačno za turiste. Majhna mesteca na jugu polotoka, imenovana Diba, so vrata na polotok Musandam po kopnem, ribiške vasi pa po morju.
Obalna ravnina Batinā, dolga 240 km in široka 15 do 40 km leži ob Omanskem zalivu, nad njo pa se strmo dviga okoli 300 km dolgo in z dolinami razčlenjeno gorovje Hadžar z najvišjim vrhom Gabal aš-Šam (3075 m) in jugovzhodna obala (gorovje Qara ali Dofar). Ob obali so tudi največja mesta: glavno mesto Maskat, Sohar in Sur na severu ter Salala (arabsko صَلَالَة, latinizirano: Ṣalālah) na jugu. Proti jugu se gorovje spušča v pokrajino al-Gav, ki je zgodovinsko jedro Omana in v nadaljevanju peščeno puščavo Rub al-Hali.
Na jugu se razprostira pokrajina Dofar (Zufar), ki je večinoma zgrajena iz mezozoiskih apnencev. V zaledju se dviga do 1600 m visoko gorovje, ki proti notranjosti prehaja v apnenčaste ravnike prepredene z globokimi vadiji. Nekoliko širša je le ravnina okoli mesta Salala.
Oman ima ob jugovzhodni obali tudi otok Masīrā in otočje Kuria Muria (Hurīyā Murīyā).
Osrednja puščava Omana je pomemben vir meteoritov za znanstveno analizo.

### Podnebje
Tako kot ves Perzijski zaliv ima Oman na splošno eno najbolj vročih podnebij na svetu – s poletnimi temperaturami v Maskatu in severnem Omanu v povprečju od 30 do 40 °C. Prejme malo padavin, z letnimi padavinami v Maskatu v povprečju 100 mm, ki se pojavljajo večinoma v januarju. Na jugu ima območje gorovja Dhofar blizu Salala tropsko podnebje in prejema sezonske padavine od konca junija do konca septembra zaradi monsunskih vetrov iz Indijskega oceana, zaradi česar je poletni zrak nasičen s hladno vlago in močno meglo. Poletne temperature v Salalahu se gibljejo od 20 do 30 °C – razmeroma hladno v primerjavi s severnim Omanom.
Gorska območja prejmejo več padavin in letna količina padavin na višjih delih Džebel Ahdarja verjetno presega 400 mm. Nizke temperature v gorskih območjih povzročijo snežno odejo enkrat na nekaj let. Na nekaterih delih obale, zlasti v bližini otoka Masirah, včasih v enem letu sploh ne dežuje. Podnebje je na splošno zelo vroče, s temperaturami okoli 54 °C (vrhunec) v vroči sezoni, od maja do septembra. Suša in omejena količina padavin prispevata k pomanjkanju oskrbe z vodo v državi. Ohranjanje ustrezne oskrbe z vodo za kmetijstvo in gospodinjstvo je eden najbolj perečih okoljskih problemov Omana z omejenimi obnovljivimi vodnimi viri.
26. junija 2018 je mesto Qurayyat postavilo rekord za najnižjo temperaturo v 24-urnem obdobju, 42,6 °C.

### Rastlinstvo in živalstvo
Puščavsko grmovje in trava, ki sta pogosta v južni Arabiji, najdemo v Omanu, vendar je vegetacija redka na notranji planoti, ki je večinoma prodnata puščava. Poleti po močnem monsunskem deževju rastlinstvo bujno raste v Dofarju in hribih; na obalnih ravninskih predelih kokosove palme obilno obrodijo, v Dofarju pridobivajo kadilo iz dišeče smole, rastejo tudi oleandri in različne vrste akacije. Gorovje Hadžar je ekološko območje in je najvišje gorovje na vzhodu Arabskega polotoka z divjimi živalmi.
Avtohtoni sesalci so leopard, hijene, lisica, volk, zajec, oriks in alpski kozorog. Med ptice spadajo jastreb, orel, štorklja, uharica, arabska jerebica, čebelar, sokol in sonček. Leta 2001 je bilo v Omanu devet ogroženih vrst sesalcev, pet ogroženih vrst ptic in devetnajst ogroženih rastlinskih vrst. Sprejeti so bili odloki za zaščito ogroženih vrst, vključno z arabskim leopardom (Panthera pardus nimr), arabskim oriksom (Oryx leucoryx), gorsko gazelo (Gazella gazella), golšavo gazelo (Gazella subgutturosa), arabskim tahrom (Arabitragus jayakari), zeleno morsko želvo (Chelonia mydas), pravo kareto (Eretmochelys imbricata) in zelenkasto želvo (Lepidochelys olivacea). Vendar pa je Zatočišče arabskega oriksa prvo območje, ki je bilo izbrisano z Unescovega seznama svetovne dediščine, po odločitvi vlade leta 2007, da zmanjša območje območja za 90 %, da bi sprostila pot iskalcem nafte.
Lokalni in državni organi so opazili neetično ravnanje z živalmi v Omanu. Zlasti potepuški psi (in v manjšem obsegu potepuške mačke) so pogosto žrtve mučenja, zlorabe ali zanemarjanja. Edina odobrena metoda zmanjševanja populacije potepuških psov je odstrel s strani policistov. Omanska vlada je zavrnila izvajanje programa sterilizacije in kastracije ali ustanovitev zavetišč za živali v državi. Čeprav mačke veljajo za bolj sprejemljive od psov, se nanje gleda kot na škodljivce in pogosto poginejo zaradi lakote ali bolezni.
V zadnjih letih je Oman postal ena od novejših žariščnih točk za opazovanje kitov, pri čemer izpostavljamo kritično ogroženega arabskega kita grbavca, najbolj izolirano in edino neselitveno populacijo na svetu, kita glavača in malega modrega kita (Balaenoptera musculus brevicauda).

### Okolje
Suša in omejena količina padavin povzročata pomanjkanje vode, tako da je oskrba z njo eden največjih problemov v Omanu, saj imajo omejene obnovljive vodne vire. Glavna vira vode sta podtalnica na puščavskih območjih in izviri v hribih in gorah. Pitno vodo imajo povsod. Ob obali, kot je na primer Salala, je zemlja vedno bolj slana, kar je posledica prevelikega izkoriščanja podtalnice in morske vode. Veliko tveganje so tudi ladje, ki prevažajo nafto skozi Hormuško ožino in Omanski zaliv, ki bi lahko povzročile onesnaženje obale.

## Upravne enote
Sultanat je od 28. oktobra 2011 razdeljen v 11 guvernatov in 60 vilajetov. guvernati so:
- Guvernat Dahilija,
- Guvernat Zahira,
- Guvernat Severna Batina,
- Guvernat Južna Batina,
- Guvernat Buraimi,
- Guvernat Vusta,
- Guvernat Severni Aš Šarkija,
- Guvernat Južni Aš Šarkija,
- Guvernat Dofar,
- Guvernat Maskat,
- Guvernat Musandam.

## Gospodarstvo
Omanski temeljni statut države v 11. členu izraža, da »nacionalno gospodarstvo temelji na pravičnosti in načelih svobodnega gospodarstva«. Po regionalnih standardih ima Oman razmeroma raznoliko gospodarstvo, vendar ostaja odvisno od izvoza nafte. V denarni vrednosti so mineralna goriva v letu 2018 predstavljala 82,2 odstotka celotnega izvoza proizvodov. Turizem je najhitreje rastoča panoga v Omanu. Drugi viri dohodka, kmetijstvo in industrija, so v primerjavi z njimi majhni in predstavljajo manj kot 1 % izvoza države, vendar vlada meni, da je diverzifikacija prednostna naloga. Kmetijstvo, ki je po naravi pogosto samooskrbno, proizvaja datlje, limete, žita in zelenjavo, vendar bo Oman verjetno ostal neto uvoznik hrane z manj kot 1 % obdelovalne površine države.
Družbeno-ekonomsko strukturo Omana opisujejo kot hipercentralizirano rentniško državo blaginje. Največjih 10 odstotkov korporacij v Omanu je delodajalcev skoraj 80 odstotkov omanskih državljanov v zasebnem sektorju. Polovica delovnih mest v zasebnem sektorju je razvrščenih kot osnovna. Ena tretjina zaposlenih Omancev je v zasebnem sektorju, preostala večina pa v javnem sektorju. Hipercentralizirana struktura ustvarja monopolu podobno gospodarstvo, ki ovira zdravo konkurenčno okolje med podjetji.
Od padca cen nafte leta 1998 Oman aktivno načrtuje diverzifikacijo svojega gospodarstva in daje večji poudarek drugim področjem industrije, in sicer turizmu in infrastrukturi. Oman je imel vizijo 2020 za diverzifikacijo gospodarstva, vzpostavljeno leta 1995, ki je ciljala na zmanjšanje deleža nafte na manj kot 10 odstotkov BDP do 2020, vendar je bila leta 2011 zastarela. Oman je nato vzpostavil vizijo 2040.
Sporazum o prosti trgovini z Združenimi državami je začel veljati 1. januarja 2009, odpravil je tarifne ovire za vse potrošniške in industrijske izdelke ter zagotovil močno zaščito za tuja podjetja, ki vlagajo v Oman.
Turizem, še en vir dohodka Omana, je v porastu. Priljubljen dogodek je festival Hareef, ki poteka v mestu Salala v Dofarju, ki je 1200 km oddaljen od glavnega mesta Maskat, med monsunsko sezono (avgust) in je podoben festivalu Maskat. Med tem zadnjim dogodkom so gore, ki obkrožajo mesto Salala, priljubljene med turisti zaradi hladnega vremena in bujnega zelenja, ki ga redko najdemo nikjer drugje v Omanu.
Omanski tuji delavci pošljejo približno 10 milijard ameriških dolarjev letno v svoje matične države v Aziji in Afriki, več kot polovica jih zasluži mesečno plačo, nižjo od 400 ameriških dolarjev. Največja tuja skupnost je iz indijskih zveznih držav Kerala, Tamil Nadu, Karnataka, Maharaštra, Gudžarat in Pandžab, ki predstavlja več kot polovico celotne delovne sile v Omanu. Znano je, da so plače čezmorskih delavcev nižje kot za omanske državljane, čeprav še vedno od dva- do petkrat višje kot za enakovredno delo v Indiji.
Kar zadeva neposredne tuje naložbe, so skupne naložbe v letu 2017 presegle 24 milijard ameriških dolarjev. Največji delež je šel v sektor nafte in plina, ki je predstavljal okoli 13 milijard ameriških dolarjev (54,2 %), sledilo mu je finančno posredništvo, ki je predstavljalo 3,66 milijarde ameriških dolarjev (15,3 %). V neposrednih tujih naložbah prevladuje Združeno kraljestvo z ocenjeno vrednostjo 11,56 milijarde USD (48 %), sledijo ZAE z 2,6 milijarde USD (10,8 %), sledi Kuvajt z 1,1 milijarde USD (4,6 %).
Omanska ribiška industrija je leta 2016 k BDP prispevala 0,78 odstotka. Izvoz rib med letoma 2000 in 2016 je narasel s 144 milijonov USD na 172 milijonov USD (+19,4 odstotka). Poraba rib v Omanu je skoraj dvakrat večja od svetovnega povprečja.
Datlji predstavljajo 80 odstotkov vse pridelave sadja. Poleg tega farme datljev zaposlujejo 50 odstotkov vseh kmetijskih površin v državi. Ocenjena proizvodnja datljev v Omanu v letu 2016 je 350.000 ton, zaradi česar je 9. največji proizvajalec datljev. Za Oman velja, da ima dobro infrastrukturo za pridelavo datljev in zagotavljanje podpore za pridelavo in trženje, vendar nima inovacij v kmetovanju in gojenju, industrijskega usklajevanja v dobavni verigi in se srečuje z velikimi izgubami neuporabljenih datljev.

## Demografija
Do konca leta 2021 je prebivalstvo Omana preseglo 4,5 milijona. Skupna stopnja rodnosti leta 2020 je bila ocenjena na 2,8 rojenih otrok na žensko; ta stopnja v zadnjih letih hitro upada. Približno polovica prebivalstva živi v Maskatu in obalni nižini Batinah severozahodno od prestolnice. Omanci so večinoma arabskega, beluškega in afriškega porekla.
Omanska družba je večinoma plemenska in zajema tri glavne identitete: identiteto plemena, vero Ibadi in pomorsko trgovino. Prvi dve identiteti sta tesno povezani s tradicijo in sta zaradi dolgotrajne izolacije še posebej razširjeni v notranjosti države. Tretja identiteta se večinoma nanaša na Maskat in obalna območja Omana in se odraža v poslovanju, trgovini in raznolikem poreklu mnogih Omancev, ki sledijo svojim koreninam v Baloču, Al-Lavati, Perziji in zgodovinskem omanskem Zanzibarju. Gvadar, regija Beludžistana, je bila več kot stoletje kolonija Omana, v 1960-ih pa je deželo prevzel Pakistan. Veliko ljudi na tem območju je Omancev in Pakistancev.

### Religija
Čeprav omanska vlada ne vodi statističnih podatkov o verski pripadnosti, statistika ameriške Centralne obveščevalne agencije navaja, da so pripadniki islama v večini in sicer 85,9 %, medtem ko je 6,4 % kristjanov, 5,7 % hindujcev, 0,8 % budistov in manj kot 0,1 % je Judov; pripadnikov drugih verskih skupnosti je 1 %, neopredeljenih pa 0,2 %.
Omanci so muslimani, tri četrtine je ibaditov, ki se razlikujejo od sunitov in šiitov. Tudi sultan je član skupnosti ibaditov. So potomci haridžitov, ki so bili sprva privrženci Alija, Mohamedovega zeta, nato pa ga niso priznavali. To je bilo krivoversko gibanje, ki je nasprotovalo pravovernemu islamu.
Skoraj vsi nemuslimani v Omanu so tuji delavci. Nemuslimanske verske skupnosti vključujejo različne skupine džainistov, budistov, zoroastrijcev, sikhov, judov, hindujcev in kristjanov. Krščanske skupnosti so osredotočene na večja mestna območja Maskat, Sohar in Salala. Sem spadajo katoliške, pravoslavne in različne protestantske kongregacije, ki se organizirajo po jezikovnih in etničnih linijah. V metropolitanskem območju Maskata je dejavnih več kot 50 različnih krščanskih skupin, šol in skupščin, ki so jih ustanovili delavci migranti iz jugovzhodne Azije.
Obstajajo tudi skupnosti etničnih indijskih hindujcev in kristjanov. Obstajajo tudi majhne sikhske in judovske skupnosti.

### Jeziki
Arabščina je uradni jezik Omana. Spada v semitsko vejo afroazijske družine. Obstaja več narečij arabščine, ki so del polotoške arabske družine: dhofari arabščino (znano tudi kot dhofari, zofari) se govori v področju Salala in okoliških obalnih regijah (guvernata Dhofar); zalivsko arabščino govorijo delno meji na ZAE; ker se omanska arabščina, ki se razlikuje od zalivske arabščine v vzhodni Arabiji in Bahrajnu, govori v osrednjem Omanu, čeprav sta se z nedavnim naftnim bogastvom in mobilnostjo razširila na druge dele sultanata.
Po podatkih CIE so poleg arabščine v Omanu glavni jeziki angleščina, baluči (južni baluči), urdujščina, bengalščina (ki jih govorijo Indijci in Bangladeši), hindujščina, malajalalamščina, tulu in različni drugi indijski jeziki. Angleščina je zelo razširjena v poslovni skupnosti in se jo učijo v šoli že od malih nog. Skoraj vsi znaki in napisi so na turističnih mestih v arabščini in angleščini. Baluči je materni jezik ljudstva Baloč iz Baločistana v zahodnem Pakistanu, vzhodnem Iranu in južnem Afganistanu. Uporabljajo ga tudi nekateri potomci sindijskih mornarjev. Zaradi velikega števila bangladeških izseljencev je zelo razširjena bengalščina. Precejšnje število prebivalcev govori tudi urdu, zaradi pritoka pakistanskih migrantov v poznih 1980-ih in 1990-ih. Poleg tega je v državi  zelo razširjen svahili zaradi zgodovinskih odnosov med Omanom in Zanzibarjem.
Beduinski Arabci, ki so dosegli vzhodno in jugovzhodno Arabijo v selitvenih valovih – nazadnje v 18. stoletju, so prinesli svoj jezik in vladavino, vključno z vladajočimi družinami Bahrajna, Katarja in Združenih arabskih emiratov.
Omanski znakovni jezik je jezik skupnosti gluhih. Oman je bil tudi prva arabska država v Perzijskem zalivu, v kateri so nemščino poučevali kot drugi jezik. Ogroženi avtohtoni jeziki v Omanu vključujejo kumzari, bathari, harsusi, hobjyot, džibbali in mehri.

### Največja mesta
Največja mesta so: Maskat, Sib, Salala, Bavšar, Suhar, Uvaik, Ibri, Saham, Barka, Rustak, Nizva, Buraimi, Sur, ki imajo od 60. 000 do 250.000 prebivalcev, največ jih ima glavno mesto Maskat, in sicer približno 800.000.
| Maskat Seeb | 1  | Maskat | Maskat     | 797.000 | Salala Bavšar |
| Maskat Seeb | 2  | Seeb   | Maskat     | 237.816 | Salala Bavšar |
| Maskat Seeb | 3  | Salala | Dofar      | 163.140 | Salala Bavšar |
| Maskat Seeb | 4  | Bavšar | Maskat     | 159.487 | Salala Bavšar |
| Maskat Seeb | 5  | Sohar  | Al Batinah | 108.274 | Salala Bavšar |
| Maskat Seeb | 6  | Suvajk | Al Batinah | 107.143 | Salala Bavšar |
| Maskat Seeb | 7  | Ibri   | Az Zahira  | 101.640 | Salala Bavšar |
| Maskat Seeb | 8  | Saham  | Al Batinah | 89.327  | Salala Bavšar |
| Maskat Seeb | 9  | Barka  | Al Batinah | 81.647  | Salala Bavšar |
| Maskat Seeb | 10 | Rustak | Al Batinah | 79.383  | Salala Bavšar |

## Kultura
Na zunaj ima kultura v Omanu vse značilnosti svojih arabskih sosed, a se tudi razlikuje od njih in zato je nekaj posebnega med državami Srednjega vzhoda. To je posledica  zgodovine, lege, kulture in gospodarstva. Raznovrstnost kultur je večja kot drugje tudi zaradi zgodovinske povezanosti s svahilijsko obalo in Indijskim oceanom.
Imajo tradicijo v ladjedelništvu, saj je bilo pomorstvo za Oman izredno pomembno, če so hoteli imeti stike s civilizacijami starodavnega sveta. V Suru je bila ena najbolj znanih ladjedelnic in Sur je bil najpomembnejše mesto ob Indijskem oceanu. Znani so bili po izdelavi tradicionalnih arabskih jadrnic. Gradnja ladje gandža traja celo leto. Druge vrste omanskih ladij so Sambuk in Beden (manjše plovilo, ki potrebuje plitek ugrez). Sur naj bi bil tudi dom legendarnega pomorščaka Sinbada.
Marca 2016 so arheologi, ki so delali ob otoku Al Hallanijah, odkrili razbitino ladje, za katero se domneva, da pripada Esmeraldi iz flote Vasca da Game v letih 1502–1503. Razbitino so sprva odkrili leta 1998. Kasnejša podvodna izkopavanja so potekala med letoma 2013 in 2015 v sodelovanju med omanskim ministrstvom za dediščino in kulturo ter podjetjem Blue Water Recoveries Ltd., ki se ukvarja z reševanjem razbitin. Plovilo je bilo identificirano s pomočjo artefaktov, kot so »portugalski kovanec, kovan za trgovino z Indijo (eden od samo dveh kovancev te vrste, za katera je znano, da obstajata) in kamnite topovske krogle, na katerih so bile vgravirane začetnice Vincenta Sodréja, da Gaminega strica po materini strani in poveljnika Esmeralde«.

### Obleka
Moško tradicionalno oblačilo se imenuje dišdaša, ki je preprosto oblačilo do gležnjev z dolgimi rokavi brez ovratnika. V glavnem je belo, lahko pa je tudi v drugih barvah. Okrašene so različno, odvisno od regije. Na izrezu ob vratu imajo nekateri prišit okrasni cof (furaha), odišavljen s parfumom. Na slovesnih dogodkih dišdašo lahko pokriva tudi črn ali svetlo rjav plašč, okrašen z zlatimi ali srebrnimi nitkami.
Nosijo dve vrsti pokrival: musar in kumah. Musar je na poseben način zavezana volnena ali bombažna ruta, kumah pa okrašena čepica.
Nekateri uporabljajo palico, aso, ki ima poleg uporabne vrednosti vlogo dodatka. V glavnem imajo obute sandale.
Handžar je omansko bodalo, ki ga imajo pripetega ob pasu na praznovanjih, festivalih, saj spada k tradicionalni noši. Upodobljen je tudi na zastavi.
Ženske nosijo živo pisana oblačila, ki so bogato okrašena. Včasih je imelo vsako pleme svoje barve. Vrhnje oblačilo je dišdaša ali kandurah, to je dolga tunika z lepo okrašenimi rokavi. Sirval so široke hlače, zavezane na členkih, ki jih imajo pod tuniko. Na glavi imajo šal, lihaf. Tradicionalno se oblečejo le ob posebnih priložnostih. Nekatere so oblečene v dolge, črne plašče, abaje, burke ne nosijo, mogoče redko pri beduinih. V glavnem imajo hidžab, šal, ki pokriva lase in ramena, redko si pokrivajo obraz, saj je sultan prepovedal zakrivanje obraza v javnih službah.

### Umetnost
Tradicionalna umetnost v Omanu izhaja iz njegove dolge dediščine materialne kulture. Umetniška gibanja v 20. stoletju razkrivajo, da se je umetniška scena v Omanu začela z zgodnjimi praksami, ki so vključevale vrsto plemenskih ročnih del in avtoportretov v slikarstvu od 1960-ih. Od vključitve več omanskih umetnikov v mednarodne zbirke, umetniške razstave in dogodke, kot sta Alia Al Farsi, prva omanska umetnica, ki je nastopila na zadnjem Beneškem bienalu in Radhika Khimdži, prva omanska umetnica, ki je razstavljala tako v Marakešu kot Bienale Haiti Ghetto, je bil položaj Omana kot novinca na sceni sodobne umetnosti v zadnjih letih bolj pomemben za mednarodno izpostavljenost Omana.
Galerija Bait Muzna je prva umetniška galerija v Omanu. Bait Muzna, ki jo je leta 2000 ustanovila Sayyida Susan Al Said, je služila kot platforma za nastajajoče omanske umetnike, da predstavijo svoj talent in se umestijo na širšo umetniško sceno. Leta 2016 je Bait Muzna odprla drugi prostor v mestu Salala za razvejanje in podporo umetniškega filma in digitalne umetniške scene. Galerija je bila primarno aktivna kot umetniško svetovanje.
Vodilna kulturna ustanova sultanata, Narodni muzej Omana, je bil odprt 30. julija 2016 s 14 stalnimi galerijami. Predstavlja nacionalno dediščino od najzgodnejše človeške naselbine v Omanu pred dvema milijonoma let do danes. Muzej naredi nadaljnji korak s predstavitvijo informacij o gradivu v arabski Braillovi pisavi za slabovidne, prvi muzej, ki je to storil v regiji Zaliva.
Omansko društvo za likovno umetnost, ustanovljeno leta 1993, ponuja izobraževalne programe, delavnice in umetniške štipendije za praktike v različnih disciplinah. Leta 2016 je organizacija odprla svojo prvo razstavo o grafičnem oblikovanju. Gostil je tudi natečaj Slikaj za mir s 46 umetniki v čast 46. dneva državnosti, kjer je Mazin al-Mamari prejel glavno nagrado. Organizacija ima dodatne podružnice v Soharju, Buraimiju in Salala.
Muzej Bait Al-Zubair je zasebni muzej, ki ga financira družina in je svoja vrata za javnost odprl leta 1998. Leta 1999 je muzej prejel nagrado sultana Qabusa za arhitekturno odličnost. Bait Al Zubair prikazuje družinsko zbirko omanskih artefaktov, ki zajema več stoletij in odraža podedovane veščine, ki opredeljujejo omansko družbo v preteklosti in sedanjosti. Galerija Sarah, ki je v Bait Al-Zubair, in je bila odprta oktobra 2013, ponuja vrsto slik in fotografij uveljavljenih lokalnih in mednarodnih umetnikov. V galeriji občasno potekajo tudi predavanja in delavnice.

### Glasba
Glasba je zelo drugačna kot drugje. Znanih je več kot 130 različnih oblik tradicionalnih pesmi in plesov. Leta 1984 je bil ustanovljen Omanski center tradicionalne glasbe, ki skrbi, da bi se ohranila. Leta 1985 je sultan Qabus osnoval simfonični orkester, saj je velik ljubitelj klasične glasbe. Namesto da bi najel tuje glasbenike, je ustanovil Kraljevi omanski simfonični orkester.

### Hrana
Omanska kuhinja je raznovrstna, saj je nanjo vplivalo veliko kultur. Glavni obrok imajo opoldne, zvečer pa lahkotnejši obrok. Jejo riž, perutnino, ribe, jagnjetino, ovčetino. Njihov kruh je tanek, okrogel, izvirno pečen na ognju iz palmovega listja. Jejo ga pri vsakem obroku, pri zajtrku z medom. Halva je zelo priljubljena sladica. Je različnih okusov, najbolj priljubljena je črna halva in žafranova. Postrežejo jo skupaj s kavo in je znak gostoljubja.

### Nesnovna Unescova dediščina
- 2021: Arabska kaligrafija: znanje, veščine in prakse
- 2020: kamelje dirke, družbena praksa in praznična dediščina, povezana s kamelami
- 2019: Datljeva palma, znanja, veščine, običaji in prakse
- 2018: Konj in kamela Ardhah
- 2015: Arabska kava, simbol radodarnosti
- 2015: Majlis, kulturni in družabni prostor
- 2015: Al-Razfa, tradicionalna uprizoritvena umetnost
- 2014: Al-Ayyala, tradicionalna uprizoritvena umetnost Sultanata Oman in Združenih arabskih emiratov
- 2012: Al-Taghrooda, tradicionalna beduinska peta poezija v Združenih arabskih emiratih in Sultanatu Oman
- 2012: Al ‘azi, elegija, procesijska koračnica in poezija
- 2010: Al-Bar'ah, glasba in ples dolin Oman Dofar

Vir: UNESCO » Kultura » Nematerialna dediščina » Oman

## Izobraževanje
Leta 2010 je bilo med odraslimi 86,9 odstotka pismenih. Pred letom 1970 so imeli le tri državne šole z manj kot 1000 študentov. Sultan Kabus je izobraževanju namenil veliko pozornosti, tako da je vlada močno podpirala razvoj šolstva, saj je menila, da je izobrazba ljudi najpomembnejši dejavnik za gospodarski in družbeni napredek. Danes imajo 1000 državnih šol in okrog 650.000 študentov. 
Prva univerza, to je Univerza sultana Kabusa, je bila zgrajena leta 1986. Univerza Nizva je ena največjih v Omanu. Imajo veliko kolidžev, kot so visoki kolidž tehnologije, kolidž za učitelje, bančništvo in finance, inštitut za šeriatsko pravo in več inštitutov za medicinsko nego.
Najuglednejše so Univerza sultana Kabusa, Dhofarska univerza in Univerza Nizva.

## Zdravje
V zadnjih treh desetletjih je omanski zdravstveni sistem zelo napredoval, saj so veliko dosegli pri preprečevanju bolezni in bolnišnični oskrbi ljudi.

## Naravne in kulturne znamenitosti
- Bahla, manjše mesto v oazi severozahodno od Nazve; tu je velika trdnjava Hisn Tamah iz 27. stoletja z 12 km dolgim obzidjem in 132 obrambnimi stolpi, zgrajena iz na soncu posušene opeke. Je del Unescove svetovne dediščine[55]
- Nizva, versko središče Omana in mesto v oazi na jugozahodu gorovja Ahdar. Tu so še mogočna trdnjava s 35 m visokim okroglim stolpom iz okoli leta 1660, mošeja sultana Qabusa in trgovska četrt (suk).
- Nahal, mesto v oazi na jugozahodu gorovja Ahdar, nad njim na 200 m vzpetini pa trdnjava iz 9. stoletja.
- Salala - staro mestno jedro, poletna rezidenca omanskega sultana palača al-Hassan, razvaline nekdanjega pristaniškega dela al-Blaid (12. - 16. st.); v bližini na vzpetini je domnevno Jakobov grob (Nabi Ayoub).
- Vahiba ali Rimal Al Vahiba je peščena puščava velika okoli 180 x 80 km; od mest Sur segajo sipine vse so obale Indijskega oceana.
- Maskat (arabsko Masqat) s trdnjavama Qasr Mirani in Al Džalali, ki so ju zgradili Portugalci v 16. stoletju, delom mestnega obzidja in starim mesnim jedrom; sultanova palača, Velika mošeja, Narodni muzej in slikovita trgovska četrt (suk) v Muttrahu.
- Afladž - namakalni sistem Omana; spomenik svetovne dediščine obsega pet kanalov več tisoč let starega, močno razvejanega namakalnega sistema, ki je še danes v uporabi.[56]
- Arheološka najdišča Bat, al-Kutm in al-Ajn - ostanki bronastodoben naselbine in neolitskega kulta mrtvih v kraju Bat v bližini istoimenske oaze.[57]
- Dežela kadila; od starega do zgodnjega srednjega veka je v dolini Vadi Davka, rastišču bosvelije iz katere pridobivajo smolo za kadilo, v oazi Šisr ter pristaniščih Kor Roro in Al-Balid na jugu države, cvetela trgovina s kadilom.[15]
- Antično mesto Kalhat; na vzhodni obali Omanskega sultanata je starodavno mesto Kalhat, obdano z notranjim in zunanjim obzidjem, ter območja onkraj obzidja, kjer so nekropole. Mesto se je razvilo kot glavno pristanišče na vzhodni obali Arabije med 11. in 15. stoletjem našega štetja, med vladavino hormuških knezov. Starodavno mesto je edinstveno arheološko pričevanje o trgovskih povezavah med vzhodno obalo Arabije, vzhodno Afriko, Indijo, Kitajsko in jugovzhodno Azijo.[58]